# Découvertes Gallimard
«Découvertes Gallimard» (francês: [dekuvɛʁt ɡalimaːʁ], literalmente e também conhecido na edição brasileira como «Descobrimentos Gallimard») é uma colecção enciclopédica ilustrada em formato de bolso criada por Pierre Marchand [fr] e publicada pela Éditions Gallimard. O primeiro volume À la recherche de l’Égypte oubliée (edicção brasileira: Em busca do Egito esquecido) apareceu em 21 de novembro de 1986, escrito por o egiptólogo francês Jean Vercoutter [fr]. A colecção contém mais de 700 livros até a atualidade, sem um plano sistemático, reúne várias centenas de monografias por especialistas reconhecidos em sua disciplina, que estão intimamente associados à apresentação gráfica de seu texto.

## Visão geral

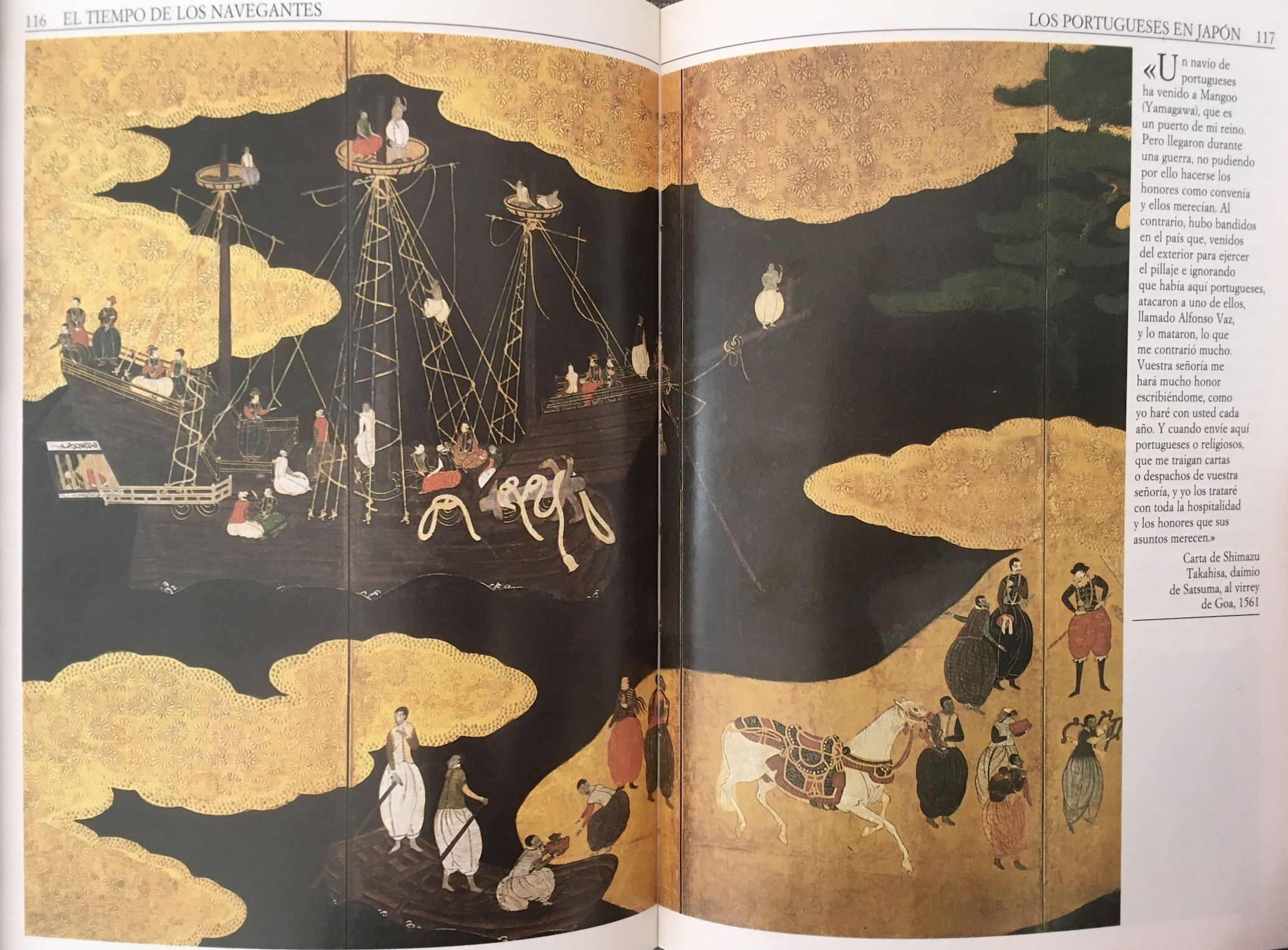
«Os portugueses no Japão», cerca de 1600. A edição espanhola de Marco Polo e a Rota da Seda, colecções «Civilização/Círculo de Leitores» e «Descobertas» (o 31º título da coleção «Aguilar Universal» em espanhol).

O tamanho de papel A6 (125 × 178 mm) é usado para os mini-livros e impresso em papel couché brilhante, são acompanhados por copiosas e boas ilustrações extraídas dos recursos patrimoniais. Cada livro da colecção centra-se sobre um determinado assunto e toda a colecção abrange todas as áreas de conhecimento e experiência humana, inclui arqueologia, arte, biografia, civilização, ciência, cultura, estética, geologia, história, música, religião, et cetera, com as contribuições de 502 autores especialistas, com a história como principal linha da perspectiva. Marco Polo et la Route de la Soie (nº 53; edicção em português: Marco Polo e a Rota da Seda), por exemplo, esta obra narrada em ordem cronológica para apresentar a história da Rota da Seda, do século I a.C. até o século XVI, um século dos descobrimentos.
As legendas para ilustrações devem ser informativas, não devem duplicar informações no corpo do texto, nem interrompem o fio narrativo. Pesquisadores e académicos devem aderir aos constrangimentos de uma colecção convencional. Além das habilidades analíticas óbvias, os autores são convidados a escrever texto de qualidade e uma sensibilidade à ilustração. Um «Découvertes» não é um livro de autoria, o autor é apenas um dos muitos falantes. Bruno Blasselle, diretor da Biblioteca do Arsenal, autor dos dois volumes de Histoire du livre (lit. «História do livro», nº 321 e nº 363) e coautor do nº 88 La Bibliothèque nationale de France : Mémoire de l’avenir, explica sua experiência de trabalhar para a colecção: «Escrever um “Découvertes” para um autor, é a armadilha, colocar-se em posicção de ser forçado a ultrapassar a sua própria formulação do seu assunto.»

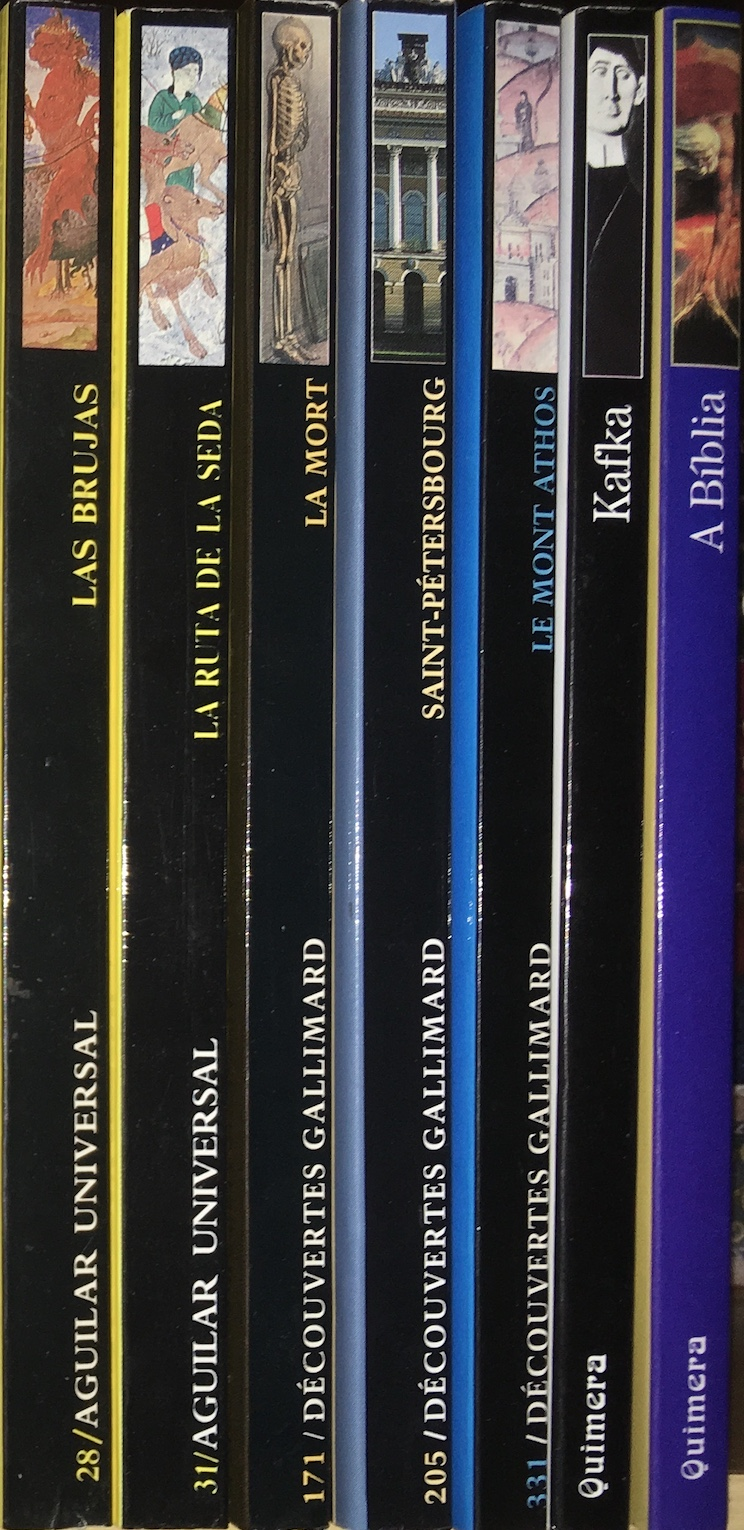
As lombadas, da esquerda para a direita: edicção espanhola (2 volumes), edicção francesa (3 volumes) e «Descobrir», a edicção portuguesa (2 volumes).

O design da capa é uma das especificidades. As capas velhas são brilhantes com fundo preto ilustrado em cores, as novas capas são laminadas (foscas), mas mais coloridas, com diferentes códigos de cores de acordo com as áreas. Difere de outros livros documentários por seu visual: uma imagem em tamanho real, com o poder dos elementos figurativos, também uma imagem que é bem adaptada ao layout da página interna. E sempre há uma pequena imagem que se adequa ao tema para ilustrar a lombada. A identidade visual é forte, pode-se facilmente reconhecer as edicções em diferentes idiomas de «Découvertes». No entanto, existem algumas excepções, por exemplo, a editora barcelonesa Ediciones B adotou um design de capa completamente diferente para sua colecção «Biblioteca de bolsillo CLAVES», e também a editora russa AST [en].
Cada volume tem cerca de 200 páginas com aproximadamente 120–200 ilustrações impressas em quatro, cinco, seis ou sete cores, tanto fosco e brilho, e às vezes até mesmo ouro, como no 39º volume Richard Wagner : L’opéra de la fin du monde, o ouro metálico aumenta as ilustrações de Carl Otto Czeschka do livro Die Nibelungen. Cada livro abre com 6–10 ilustrações ou fotografias de página completa, que o diretor de Thames & Hudson, Jamie Camplin, o chama de um «trailer influenciado pelo cinema». Para o 96º volume Champollion : Un scribe pour l’Égypte, este livro abre com uma sucessão de reproducções da Gramática egípcia, o manuscrito de Jean-François Champollion; no 158º volume L’Europe des Celtes, o leitor é saudado por uma série de máscaras de bronze e rostos esculpidos em pedra.
A novidade reside na subtil orquestração do texto e da imagem documental, onde sucessivas seqüências, insercções, dobraduras se sobrepõem nas duas páginas. De acordo com os assuntos, o corpo do texto (mencionado como «corpus» em francês) está estruturado em três a oito capítulos. Cada capítulo é construído usando métodos jornalísticos, com um lide e cabeçalho. O corpus é pontuado por páginas duplas de imagens, conhecidas como insercções, tipo de paradas de imagens. Para o 124º volume La peur du loup (lit. «O medo do lobo»), duas páginas duplas das reproducções de gravuras de Gustave Doré para ilustrar Capuchinho Vermelho. Os livros se beneficiam muito das técnicas jornalísticas e cinematográficas, alguns títulos incluíram dobraduras panorâmicas, tipo de projecção no ecrã grande. Dois dobraduras no 16º volume Pompéi : La cité ensevelie, uma apresenta a reconstrucção do fórum de Pompeia de Léon Jaussely, a outra representa a condicção real da área de teatro em 1859, utilizando os desenhos de Paul-Émile Bonnet, ambos em vista panorâmica.
No final de cada livro tem a secção «Testemunhos e Documentos», são conjuntos de materiais para estudo posterior. Ao contrário do corpus em cores, esta parte sempre é impressa em preto e branco. «Testemunhos» funciona como uma antologia, fornece informações documentais mais detalhadas e registros históricos, inclui dossiers feitos conjuntamente pelo autor e o editor. Para cada dossier, um lide, textos vinculativos e legendas curtas. De acordo com as obras, os apêndices fecham os «Testemunhos e Documentos» com uma cronologia, um índice, uma filmografia, uma discografia ou uma bibliografia. As fontes de todas as imagens são sempre fornecidas no «índice das ilustrações». A colecção também se destaca pela atencção aos detalhes. Sobre a escolha do tipo de letra, por exemplo, Trump Mediaeval é usado para o corpus, Franklin Gothic para os cabeçalhos, Zapf Dingbats para as aspas angulares, itálico para as legendas com uma letra capitular e a última linha está sublinhada.
As edicções francesas são impressas por Kapp Lahure Jombart em Évreux, enquanto o impressor italiano Gianni Stavro, que contribuiu amplamente para o desenvolvimento das novas técnicas utilizadas na colecção, mantém as reedicções e coedicções internacionais. As ligações são sólidas, costuradas e não coladas. Gallimard prometeu aos leitores «a colecção de bolso mais bela do mundo» (« la plus belle collection de poche du monde »).
A colecção anteriormente consistia de dezoito séries que foram abandonadas: Archéologie, Architecture, Art de vivre, Cinéma, Histoire, Histoires naturelles, Invention du monde, Littérature, Mémoire des lieux, Musique et danse, Peinture, Philosophie, Religions, Sciences, Sculpture, Sports et jeux, Techniques e Traditions. Agora está organizada em torno de sete áreas principais, com diferentes códigos de cores de acordo com as áreas: Arts (vermelho), Archéologie (marrom), Histoire (azul), Littératures (branco), Religions (azul escuro), Culture et société (amarelo) e Sciences et techniques (verde).

## Imagem

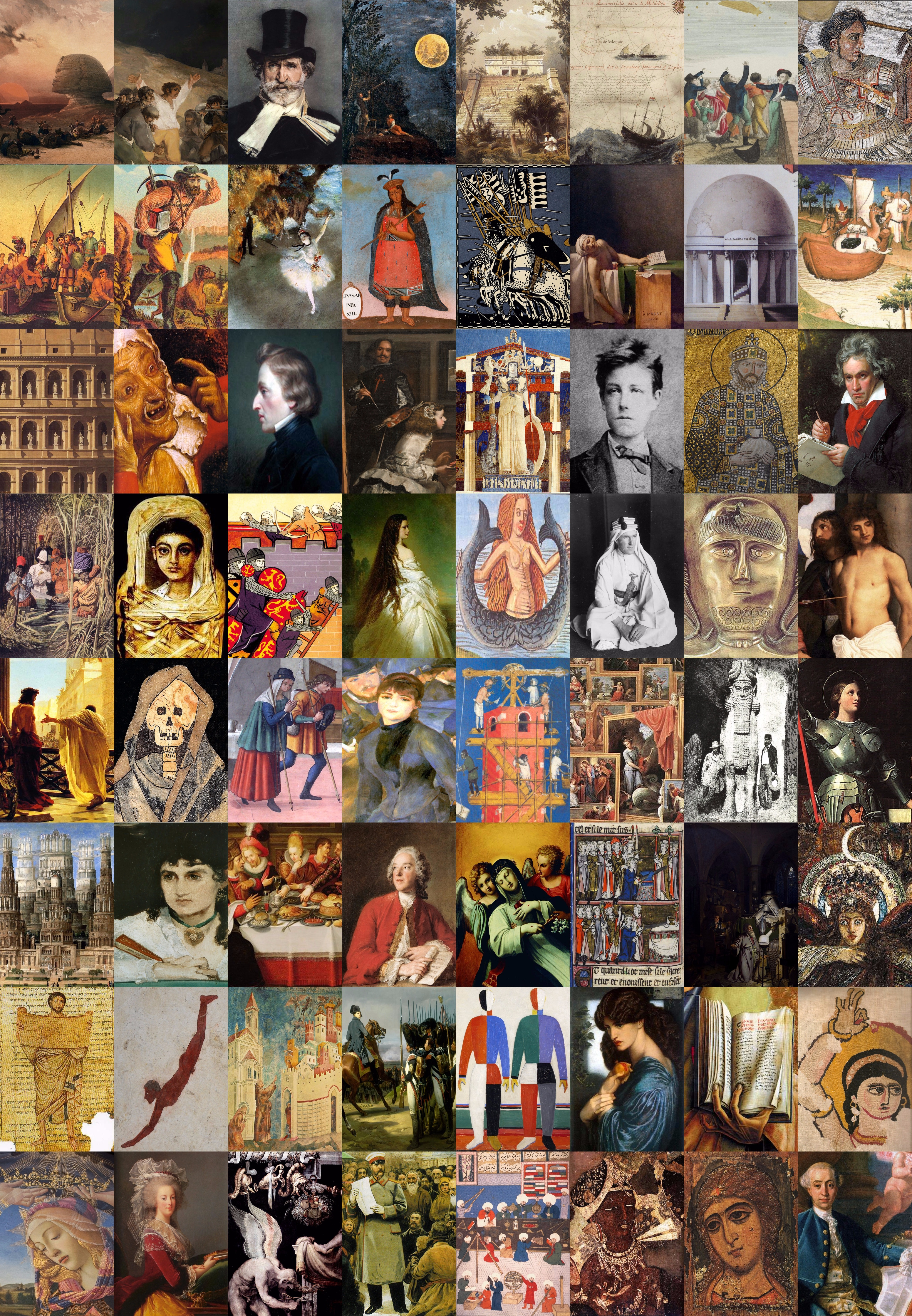
Imagens usadas para as capas dos livros de «Découvertes Gallimard».

A imagem é a parte essencial de «Découvertes Gallimard», a colecção inspirou-se muito no layout de revista, o visual ocupa um lugar central nesta obra, como diz o jornal Diário do Grande ABC: «…livros fartamente ilustrados…, quase como um gibi luxuoso». Mas na década de 1980, a paginação electrónica e a digitalização de fotos não existiam, os maquetes sofisticados eram inteiramente feitos à mão e os iconógrafos correram das bibliotecas, galerias aos museus à procura de documentos. Hoje, a tecnologia simplificou grandemente todos esses procedimentos, mas as dificuldades estão em outros lugares. O status da imagem é cada vez mais complexo e a questão dos direitos (morais e patrimoniais) acrescenta ao trabalho, não apenas financeiramente.
Os assuntos contemporâneos geralmente geram custos muito mais altos, uma vez que a editora é obrigada a trabalhar com agências fotográficas. Na escolha dos documentos, é dada prioridade à originalidade, o não publicado. Os iconógrafos de «Découvertes» também têm alguns documentos excepcionais, como os originais policromos do explorador inglês Frederick Catherwood, sobre o império maia, encontrados para o 20º volume Les cités perdues des Mayas (lit. «As cidades perdidas dos maias»).
Não é difícil ilustrar assuntos como artes, civilizações, arqueologia... Mas se trata de encontrar imagens sobre um tema como «dor» (nº 370 – La douleur : Un mal à combattre) ou «desenvolvimento sustentável» (nº 495 – Le développement durable : Maintenant ou jamais), torna-se mais delicado. A questão é como evitar a repeticção, então a solucção está em um alargamento do campo, através do uso de documentos históricos, obras de arte, stills [en] extraídos do cinema.

## Obras derivadas
- Une autre histoire du XXᵉ siècle: Literalmente «Outra história do século XX». Uma série fechada de dez livros por dez décadas, escrita pelo historiador francês Michel Pierre [fr], com base nos ficheiros cinematográficos Gaumont.[4]
- Découvertes Gallimard Hors série: Uma subcoleção publicada desde 1994. Os livros da «Hors série» são ainda menores (120 × 170 mm, geralmente, mas nem sempre), cada um é composto de 48 páginas com ilustrações a cores. Estes livros são projetados como livretos de museu, de acordo com Gallimard, «des livres à visiter comme une exposition» (lit. «livros para visitar como uma exposição»). A maioria deles são dedicados a artistas como Botticelli, Cranach, Arcimboldo, Gentileschi, Fragonard, Vigée Le Brun, Soutine, et cetera, durante as principais exposições dedicadas a eles.[11]
- Découvertes Gallimard Albums: Uma subcoleção de treze volumes, doze títulos lançados em 1992 e um em 1994, um formato maior (210 × 270 mm) é usado para esses livros.
- Découvertes Gallimard Texto: Uma subcoleção de seis volumes lançada em 1998 (124 × 178 mm), inspirada pelos «Testemunhos e Documentos».[5]
- Découvertes Gallimard Carnet d’expo: Uma subcoleção criada em 2018, no formato de 120 × 170 mm.

Os livros da «Hors série» são frequentemente acompanhados de exposições e funciona bem. Enquanto as outras tentativas de diversificar a colecção muitas vezes resultaram em retumbantes fracassos comerciais, como os «Albums» e «Texto». Apesar de um conceito interessante: o uso dos stills dos ficheiros Gaumont para «Une autre histoire du XXᵉ siècle», esta série teve sucesso misto.

## Recepcção
A revista cultural francesa Télérama [fr] elogiou a colecção: «Os volumes de “Découvertes Gallimard” pegaram o suspense do cinema, têm a eficiência do jornalismo, o temperamento literário é o seu charme, ea arte é a sua beleza.» O erudito literário e historiador alemão Gerhard Prause [de] escreveu um artigo para o jornal semanário Die Zeit, revisando a colecção é uma «aventura que representa surpresa, excitação e diversão. O tédio já está impedido pela curiosidade de ilustrações vívidas que são acompanhadas por explicações detalhadas». O escritor britânico Rick Poynor [en] pensa que a colecção «é um dos grandes projetos da publicação popular contemporânea». O crítico de arte John Russell [en] considerou que esses livros contêm informações únicas, como a autoridade de Cláudio Eliano sobre a musicalidade dos elefantes ou a aparência precisa do cometa Halley como foi representado em 1835. O editor britânico Raleigh Trevelyan [en] menciona «Abrams Discoveries» no The New York Times, que é a edicção americana de «Découvertes Gallimard», diz que «todos os volumes da série “Discoveries” são inteligentemente projetados».
O jornal brasileiro Diário do Grande ABC diz que a colecção é «quase como um gibi luxuoso e de extremo bom gosto». O jornal português Sol: «[…] esta coleção estaria originalmente destinada à juventude, mas de tão bem executados os livrinhos rapidamente se revelaram do maior interesse também para adultos. Cobrem os mais variados temas da história e da cultura, desde os monumentos Pré-Históricos aos grandes nomes da arte e da literatura. Os 700 volumes já publicados formam uma fascinante enciclopédia que, se os tomarmos separadamente, cabe em qualquer bolso.»
De acordo com a revista francesa L’Expansion, algumas outras críticas positivas, incluindo The Mail on Sunday: «Revolucionário... Literalmente espetacular...»; The Times: «Uma colecção muito nova e ousada»; Die Zeit: «Assim que você abrir esses livros manejáveis, você não poderá mais se afastar deles»; The New York Times Book Review: «Uma colecção que lembra as enciclopédias do século XIX, onde a inteligência foi de mãos dadas com curiosidade».
Apesar de todos os favores à sua qualidade e design visual atraente, a colecção sofre de um problema de identidade nas livrarias: Onde colocar os livros de «Découvertes»? Como livros para jovens ou para adultos? Com os livros de bolso ou com as obras documentárias das ciências humanas? E opte por colocar separadamente nas estantes de acordo com os temas. A competicção exige, muitos livreiros renunciam às exposições que foram reservadas exclusivamente para «Découvertes». Mais ainda porque, devido a uma gestão de inventário bastante apertada na Gallimard, os títulos completos nunca estão disponíveis ao mesmo tempo, o que não é apreciado pelos clientes. O problema da identificação também está latente na mídia impressa, os jornalistas, mesmo que estejam sempre encantados, pessoalmente, de receber novos títulos no serviço de imprensa, não seriam muito entusiasmados com a apresentação de um simples livro de bolso em seus artigos, mesmo que seja um título novo e não uma reimpressão.

## Edicção portuguesa
Uma pequena parte da coleção foi traduzida em português, publicada pela primeira vez em Portugal pela Civilização Editora (Porto) e Círculo de Leitores (Lisboa) no início da década de 1990, sob o título «Civilização/Círculo de Leitores». Em 2003, a editora Quimera de Lisboa produziu 16 títulos em que se chama colecção «Descobrir», e está organizada em torno de cinco áreas (séries): Artes, Ciências, História, Literatura e Religiões. Os Romanos: nossos antepassados—pertencente à série História—é recomendado pelo Plano Nacional de Leitura 2017 para apoio a projetos «História Universal» no 3º ciclo.
No Brasil, a editora Objetiva lançou os primeiros quatro volumes em 2000, intitulada coleção «Descobertas»,  que recebeu um prémio de melhor tradução informativo da Fundação Nacional do Livro Infantil e Juvenil, e incluída na lista de altamente recomendável.

## Adaptação documental
Desde 1997, em coproducção com Arte France, Trans Europe Film, em colaboração com Gallimard, realiza a adaptação da colecção «Découvertes», transmitida pela Arte na série documental L’Aventure Humaine («A aventura humana»). Os documentários de 52 minutos são principalmente dirigidos por Jean-Claude Lubtchansky.
Lista dos documentários
| Documentário                                 | Tradução literal                         | Diretor                 | Voice-over                                                                                              | Ano  | Adaptação de                                                  | Edicção em português                          | Autor                                       |
| -------------------------------------------- | ---------------------------------------- | ----------------------- | --- | ---- | ------------------------------------------------------------- | --------------------------------------------- | ------------------------------------------- |
| Il était une fois la Mésopotamie             | «Era uma vez na Mesopotâmia»             | Jean-Claude Lubtchansky | François Marthouret [fr], Corinne Jaber [fr], Jean-Claude Lubtchansky                                   | 1998 | Il était une fois la Mésopotamie (nº 191)                     | —                                             | Jean Bottéro, Marie-Joseph Stève            |
| Quand le Japon s’ouvrit au monde             | «Quando o Japão se abriu para o mundo»   | Jean-Claude Lubtchansky | François Marthouret, Michel Duchaussoy [fr]                                                             | 1998 | Quand le Japon s’ouvrit au monde (nº 99)                      | —                                             | Francis Macouin, Keiko Omoto                |
| Galilée, le messager des étoiles             | «Galileu, o mensageiro das estrelas»     | Jean-Claude Lubtchansky | François Marthouret, Ruggero De Pas                                                                     | 1998 | Galilée : le messager des étoiles (nº 10)                     | —                                             | Jean-Pierre Maury                           |
| Vers Tombouctou : L’Afrique des explorateurs | «Para Tombuctu: África dos exploradores» | Jean-Claude Lubtchansky | François Marthouret, Yves Lambrecht [fr], Richard Sammel                                                | 1999 | Vers Tombouctou : L’Afrique des explorateurs II (nº 216)      | —                                             | Anne Hugon [en]                             |
| Les cités perdues des Mayas                  | «As cidades perdidas dos maias»          | Jean-Claude Lubtchansky | François Marthouret, Marc Zammit                                                                        | 2000 | Les cités perdues des Mayas (nº 20)                           | —                                             | Claude-François Baudez [en], Sydney Picasso |
| Champollion, un scribe pour l’Égypte         | «Champollion, um escriba para o Egito»   | Jean-Claude Lubtchansky | Françoise Fabian, Jean-Hugues Anglade                                                                   | 2000 | Champollion : Un scribe pour l’Égypte (nº 96)                 | —                                             | Michel Dewachter [fr]                       |
| Léonard de Vinci                             | «Leonardo da Vinci»                      | Jean-Claude Lubtchansky | Aurore Clément [fr], Gérard Desarthe [fr]                                                               | 2001 | Léonard de Vinci : Art et science de l’univers (nº 293)       | Leonardo da Vinci: Arte e Ciência do Universo | Alessandro Vezzosi [en]                     |
| L’empire des nombres                         | «O império dos números»                  | Philippe Truffault      | Denis Guedj [fr]                                                                                        | 2001 | L’empire des nombres (nº 300)                                 | —                                             | Denis Guedj                                 |
| La Terre des Peaux-Rouges                    | «A terra dos Peles-Vermelhas»            | Jean-Claude Lubtchansky | Serge Avédikian, François Marthouret                                                                    | 2002 | La Terre des Peaux-Rouges (nº 14)                             | —                                             | Philippe Jacquin [fr]                       |
| Angkor, la forêt de pierre                   | «Angkor, a floresta de pedra»            | Jean-Claude Lubtchansky | Serge Avédikian, Sylvie Moreau [fr]                                                                     | 2002 | Angkor : la forêt de pierre (nº 64)                           | —                                             | Bruno Dagens [en]                           |
| Darwin et la science de l’évolution          | «Darwin e a ciência da evolução»         | Valérie Winckler        | Claude Aufaure [fr], Valérie Winckler                                                                   | 2002 | Darwin et la science de l’évolution (nº 397)                  | Darwin e a ciência da evolução                | Patrick Tort [fr]                           |
| Le Mystère des sources du Nil                | «O mistério das fontes do Nilo»          | Stéphane Bégoin         | Séverine Lathuillière [fr], Jacques-Henri Fabre, Vincent Grass [fr], José Luccioni [fr], Serge Marquant | 2003 | L’Afrique des explorateurs : Vers les sources du Nil (nº 117) | —                                             | Anne Hugon                                  |